# Heinz Scheidhauer
Heinz Scheidhauer (* 16. August 1912; † 18. Oktober 2006) war ein deutscher Flieger, der insbesondere als Segelflieger und Testpilot von Nurflüglern bekannt wurde.
Bereits als junger Mann verschrieb er sich dem Segelflugsport, dessen Grundlagen er in der Rhön von Rudolf Opitz erlernte. In diesem Zusammenhang kam er in Kontakt mit den Brüdern Horten, denen er viele Jahre lang verbunden blieb. Mit dem Nurflügler Horten III gelang es ihm 1938, gemeinsam mit seinem Fliegerkameraden Werner Blech in einem mehr als neunstündigen Flug gegen den Wind von Bonn nach Köln zu fliegen, was von anderen als unmöglich gehalten worden war. Kurz darauf überlebte er nur knapp einen schweren Unfall, als er während des Rhön-Segelflugwettbewerbs 1938 in ein Superzellengewitter mit schwerem Hagel geriet und in der Wolke mit dem Fallschirm aussteigen musste, während Werner Blech ums Leben kam. Scheidhauer zog sich hierbei Erfrierungen dritten Grades zu.
Während des Krieges war er der Luftwaffe im Rang eines Hauptmanns eingegliedert. Als Lastensegler-Pilot einer DFS 230 nahm er am Angriff auf das belgische Fort Eben-Emael teil und verletzte sich bei der Landung schwer. Weiterhin in Diensten von Horten flog Scheidhauer zahlreiche Nurflügler, u. a. am 1. März 1944 den unmotorisierten ersten Prototyp des Nurflüglers Horten IX und bescheinigte ihm ein gutes Flugverhalten.
Nach dem Zweiten Weltkrieg folgte er Reimar Horten nach Südamerika. Am 30. Oktober 1955 überflog er mit einer Horten H XVc als erster Mensch in einem Segelflugzeug die Anden. Nach 1960 lebte er eine Zeitlang vom Agrarflug, ehe er in den 70er Jahren wieder nach Deutschland zurückkehrte. Dem Segelflug blieb er noch viele Jahre lang eng verbunden. Er starb am 18. Oktober 2006 in Bad Krozingen. Einen großen Teil seines Nachlasses spendete er dem Deutschen Segelflugmuseum mit Modellflug auf der Wasserkuppe.